# Domaine d'Asada
Pour les articles homonymes, voir Asada.
Le domaine d'Asada (麻田藩, Asada-han) est un domaine féodal japonais de la période Edo situé dans la province de Settsu. Il est créé par Kazushige Aoki, ancien vassal de Toyotomi Hideyori mais Asada lui est donné après le siège d'Osaka par Tokugawa Ieyasu. Le domaine est classé pour un revenu de 12 000 koku et resta dirigé par le clan Aoki jusqu'à l'ère Meiji.

## Liste des daimyos
- Clan Aoki (tozama daimyo ; 12 000 koku)

1. Kazushige
2. Shigekane
3. Shigemasa
4. Shigenori
5. Kazutsune
6. Kazukuni
7. Chikatsune
8. Kazuyoshi
9. Kazutsura
10. Kazusada
11. Shigetatsu
12. Kazuoki
13. Kazuhiro
14. Shigeyoshi

## Source de la traduction
- (en) Cet article est partiellement ou en totalité issu de l’article de Wikipédia en anglais intitulé « Asada Domain » (voir la liste des auteurs).